# هل تسمحي يا سيدتي
«هل تسمحي يا سيدتي» هي أغنية فلكلورية يقال إنها من ألحان الملك هنري الثامن ملك إنجلترا. الأغنية عبارة عن حوار بين رجل وامرأة، يطلب فيها الرجل من المرأة السماح له بأن يكون خادمها المتواضع.